# Milíře
Milíře (en allemand : Brand, également : Tachauer Brand, Albersdörfer Brand) est une commune du district de Tachov, dans la région de Plzeň, en République tchèque. Sa population s'élevait à 245 habitants en 2022.

## Géographie
Milíře se trouve près de la frontière allemande, à 7 km à l'ouest de Tachov, à 60 km à l'ouest de Plzeň et à 139 km à l'ouest-sud-ouest de Prague.
La commune est limitée par Obora au nord, par Tachov à l'est, par Lesná au sud et à l'ouest.

## Histoire
La première mention écrite de la localité date de 1669.

## Administration
La commune se compose de deux sections :
- Milíře ;
- Zadní Milíře.

## Galerie

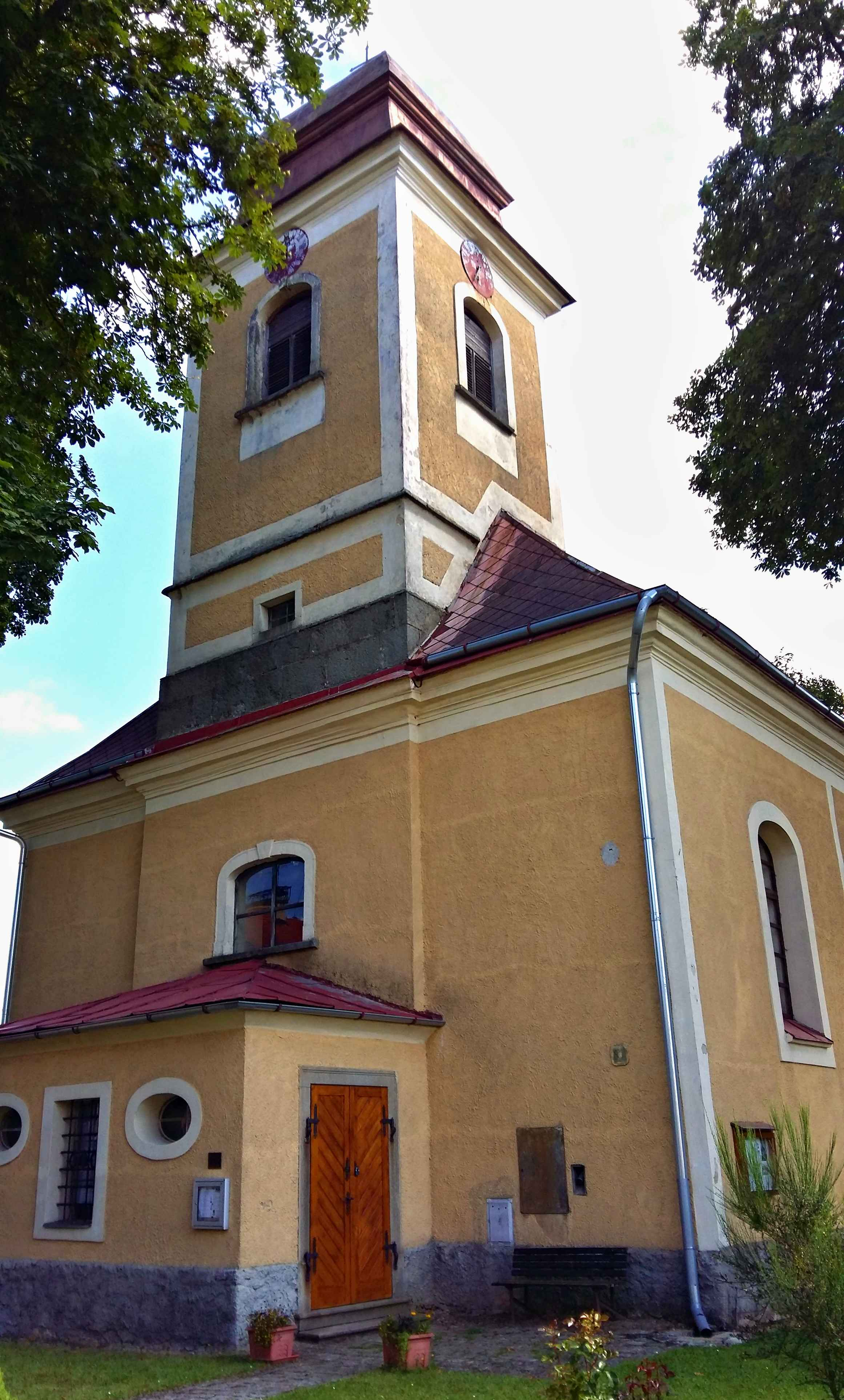
Église Saints-Pierre-et-Paul.
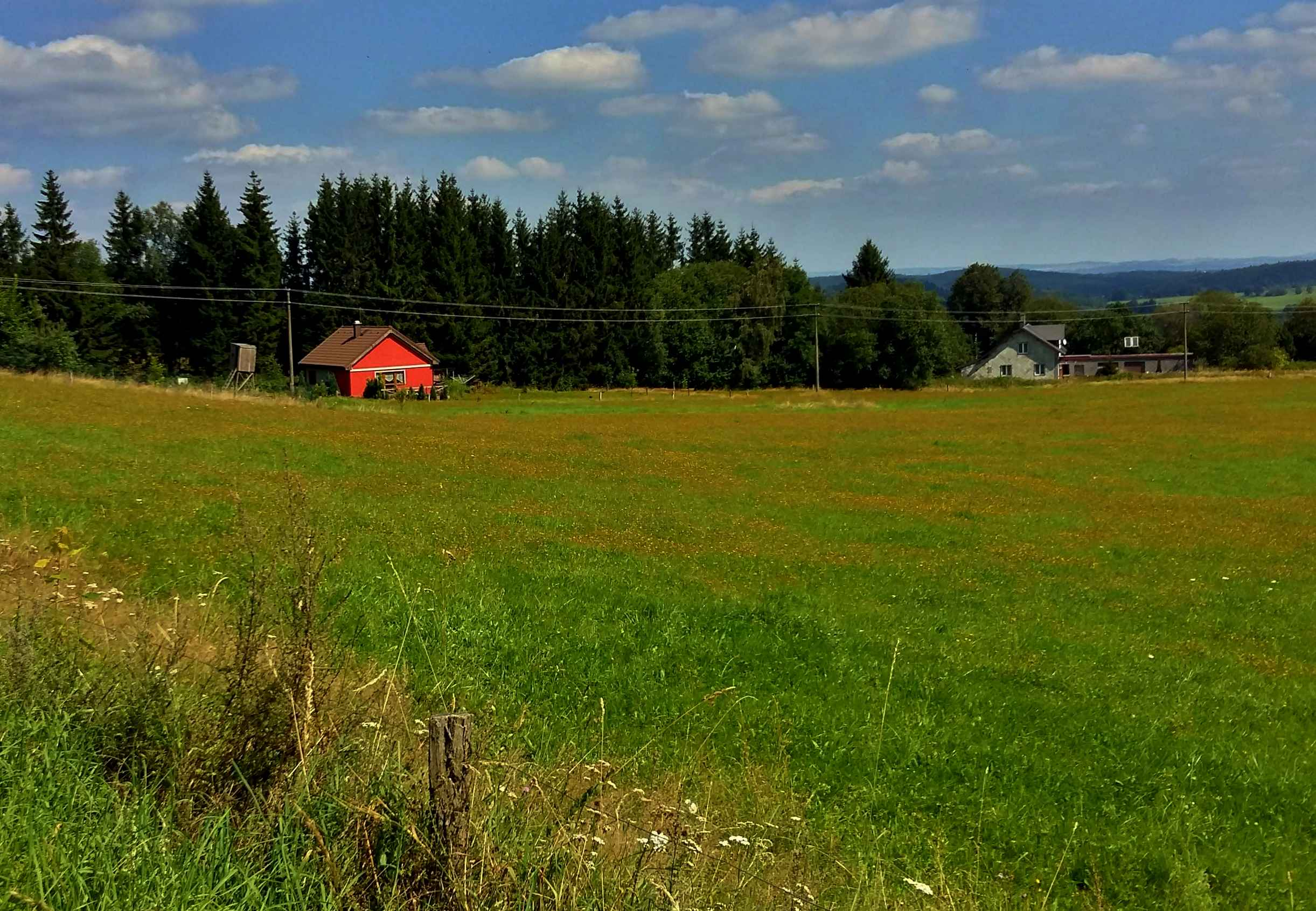
Section de Zadní Milíře.

## Transports
Par la route, Milíře se trouve à 8 km de Tachov, à 70 km de Plzeň et à 166 km de Prague. 